# Smålandsfarvandet
Smålandsfarvandet (dosl. „Plovni put male zemlje”) je plovni put u Danskoj. Povezuje Storebælt na zapadu sa Storstrømmenom i Guldborgsundom na istoku te služi kao plovni put za obalni promet, jahte i druga mala plovila. Graniči sa Zelandom na sjeveru i Falsterom i Lollandom na jugu. Najveći od brojnih otoka u Smålandsfarvandetu su Fejø, Femø, Askø, Lilleø, Skalø, Vejrø i Rågø.